# 乙川村
乙川村（おっかわむら）は、愛知県知多郡にあった村。現在の半田市のうち武豊線乙川駅を中心とした区域にあたる。

## 沿革
- 1889年（明治22年）10月1日 - 町村制施行に伴い知多郡乙川村が成立。
- 1906年（明治39年）5月1日 - 亀崎町, 有脇村と合併して亀崎町となり消滅。